# 20 Years After
20 Years After è un film del 2008 diretto da Jim Torres.
È un film postapocalittico ambientato in un futuro distopico.

## Promozione
È disponibile un trailer in lingua originale pubblicato il 28 novembre 2013.

## Distribuzione

### Data di uscita
La pellicola è stata distribuita nelle sale cinematografiche statunitensi il 6 marzo 2008.

### Diviti
In America il film è stato vietato ai minori di 17 anni.